# 雙面女蠍星
《雙面女蠍星》（英語：Point of No Return，或作）是一部1993年的美國電影，由約翰·貝德漢執導，布莉姬·芳達主演。為1990年盧·貝松電影《霹靂煞》的翻拍版本。

## 劇情
情節主體與《霹靂煞》相同，但改變之處其實很多，尤其在最終任務的高潮處更是完全改寫。
瑪姬（布莉姬·芳達飾）是一個十幾歲的不良少女。一天深夜她毒癮發作，朋友帶她闖入父母開的藥房搶藥壓下毒癮，不料卻失控和警方槍戰，她在幻覺中誤殺一名警員被判死刑。然而她的強大體能引起政府特務鮑伯（基寶·拜恩飾）的注意，於是讓瑪姬活下並吸收成為國家殺手。她的代號妮娜，源自她喜愛的歌手妮娜·西蒙。經過六個月訓練後她將面對第一項任務。在這段期間她和上級鮑伯產生了微妙的情愫。
第一個任務是在餐廳中殺死一個VIP，並面臨意外的最終考驗。之後她前往加州待命並換了全新身分，更認識了男友J.P.（狄莫·梅朗尼飾）。兩人感情極佳，看似開始了一段新生活。然而，瑪姬之後又接到兩項刺殺任務。雖然都順利完成，但她在殺戮，人性，和感情間的掙扎卻越發令她痛苦。她向鮑伯求助希望能夠離開。鮑伯猶豫許久，給了她一項最終任務，承諾完成後會盡力協助。
任務是刺殺向中東販賣核武情報的軍火頭子並銷毀其資料。任務雖完成，但她失風而被追殺，上層派出頂級殺手「清除者」維多（夏菲·基圖飾）前來毀滅一切證據和證人，也包括她。最後她在決鬥中殺死維多逃過一劫。瑪姬回來見了男友一面，隔天卻已不告而別。鮑伯前來取回資料並查看瑪姬下落卻沒能找到她。
最後一刻，欲駕車離開的鮑伯卻在霧中見到理應早已離開的瑪姬身影。鮑伯經過一番掙扎，最後選擇向上層報告她已死亡，放過了她。此時遠方的瑪姬回頭看到鮑伯的車子離開，知道自己解脫了而露出了微笑，繼續前進。

## 演員
- 布莉姬·芳達 飾演 Margaret Hayward(Maggie)/Claudia Anne Doran/Nina
- 基寶·拜恩 飾演 Bob
- 狄莫·梅朗尼 飾演 J.P.
- 米高·法拉（Miguel Ferrer） 飾演 Kaufman
- 安·賓歌羅馥 飾演 Amanda
- 夏菲·基圖 飾演  Victor

## 票房
本片美國國內票房約為$30,038,362美金。

## 音樂
劇中主角對創作歌手妮娜·西蒙有強烈愛好。其中出現的她的歌曲有：
- "Here Comes the Sun"
- "I Want a Little Sugar in My Bowl"
- "Feeling Good"
- "Wild Is the Wind"
- "Black Is the Color of My True Love's Hair"

她1982年的單曲"My Baby Just Cares for Me"也在此時重發，這部電影也讓妮娜·西蒙在年輕一輩觀眾中更為人所知。
而片尾曲"Hate"是由名電影配樂師漢斯·季默製作，他之後陸續為許多超級大片如《獅子王》、《珍珠港》和《末代武士》等片製作音樂。

## 外部連結
- 互联网电影数据库（IMDb）上《雙面女蠍星》的资料（英文）
- 爛番茄上《雙面女蠍星》的資料（英文）
- Box Office Mojo上《雙面女蠍星》的資料（英文）